# Killing Floor (jogo eletrônico)
Killing Floor (abreviado como KF) é um jogo eletrônico cooperativo de tiro em primeira-pessoa desenvolvido e distribuído pela Tripwire Interactive. Foi primeiramente lançado em 14 de maio de 2009 para Microsoft Windows, e para Mac OS X em 5 de maio de 2010. Sua versão para Linux também foi lançado, em 10 de novembro de 2012 para a plataforma beta da Steam do sistema operacional.

## Jogabilidade

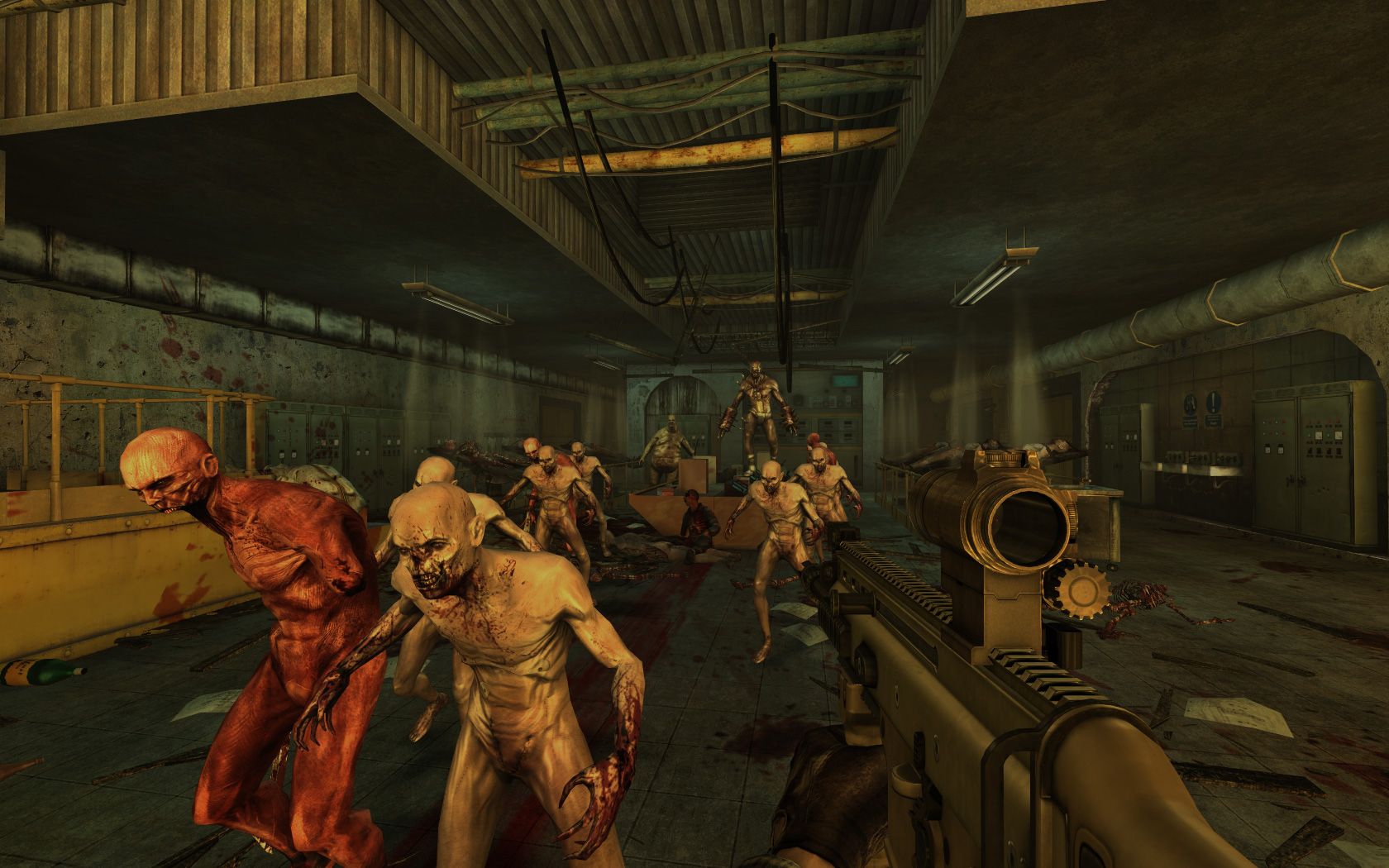
Uma onda de espécimes.

Killing Floor é um jogo de tiro em primeira-pessoa, que permite o jogador mover em um ambiente tridimensional. A jogabilidade consiste de um único modo de jogo, no qual o jogador deve lutar contra ondas de espécimes com semelhança zumbi, com cada onda tornando-se mais difícil, até que a partida se conclui com uma batalha contra um espécime "chefe", chamado "Patriarch". No início de uma vida, cada jogador do time recebe pelo menos uma faca, uma pistola, um aparato de cura e uma solda de portas. Jogadores adquirem dinheiro virtual para a partida por cada espécime matado, como também ao sobreviver até o fim de uma onda. No tempo de intervalo entre cada onda, os jogadores podem visitar uma comerciante para comprar e vender munição, colete e armas em si; a localização da comerciante na fase varia no fim de cada onda, o que desmotiva os jogadores de continuar em um só local. Armas, colete e munição também podem ser encontrados aleatoriamente pelo mapa. Os jogadores são incentivados a trabalharem juntos: eles podem jogar no chão armas e dinheiro, curar um parceiro é mais efetivo do que curar a si mesmo, e o time pode estrategicamente selar portas para criar uma barreira temporária contra uma horda de zumbis enquanto canaliza outra parte das criaturas em áreas específicas.
Jogadores podem selecionar uma de sete perks no começo da cada partida, ou entre ondas. A perk, semelhante à ideia de uma classe de personagem, provê bônus em certos tipos de arma, colete, movimento e outros fatores. Os jogadores podem subir de nível em cada perk para aumentar os benefícios que ela fornece. Por exemplo, a perk "Sharpshooter", que provê benefícios de precisão ao usar rifles com mira, pode ter o nível aumentado ao completar um número de tiros na cabeça com armamentos específicos. O jogador não precisa jogar com tal perk para elevar o seu nível; por exemplo, a perk "Field Medic" requer que o jogador cure um número definido de pontos de vida de outros jogadores, isto podendo ser feito ao jogar com qualquer outra perk.
Jogadores que morrerem durante uma onda deixam para trás a arma selecionada e podem voltar ao jogo no fim da próxima onda, contanto que pelo menos um dos membros do time sobreviva. Se o time inteiro é morto, eles terão que recomeçar o jogo desde a primeira onda.
Cada partida por ser configurada em termos de duração e dificuldade das várias ondas. O número de criaturas por cada onda é baseado no número de jogadores presentes e na dificuldade, sendo aumentado caso mais jogadores entrem durante a partida. Todos os inimigos, exceto pelos mais fracos, possuem algum tipo de ataque especial que pode infligir dano significante em um jogador. Além disto, a jogabilidade também traz um aspecto de slow-motion chamado zed-time, que dura alguns segundos e é ativado aleatoriamente como recompensa para mortes sangrentas de inimigos, como com tiros na cabeça. Quando ocorre, o zed-time ocorre para todos os membros de um time.
Alex Quick, o designer de fases e artista de textura, afirmou que "existe um monte de ideias na mesa de projeto que podemos adicionar após o lançamento, incluindo o modo História do mod, por exemplo". Um software development kit (SDK) e editor de mapas foram inclusos para auxiliar a criação de mods e fases de jogo.

## Enredo
O jogo se passa em Londres, Inglaterra. A Horzine Biotech, uma empresa de biotecnologia, é contratada para conduzir experimentos de natureza militar envolvendo clonagem em massa e manipulação genética. Algo dá muito errado durante o processo dos experimentos e cobaias humanas começam a exibir mutações e desfigurações grotescas. Eles se tornam cada vez mais hostis, e eventualmente invadem as partes de segurança da empresa.
Horas depois, as primeiras ondas de espécimes começam a invadir a superfície, atrapalhando um protesto de paz fora da sede do contratante militar da Horzine. Apesar dos esforços da polícia local, os civis são rapidamente dominados e consumidos pela aparente infinita onda de clones agora fluindo para fora do quartel-general da Horzine Biotech. Tendo escapado as suas prisões, as criaturas começam a se espalhar pelas áreas vizinhas, devorando os civis indefesos de Londres enquanto a Polícia Metropolitana de Londres corajosamente mas inutilmente tentam conter a maré de carne e sangue mutantes se espalhando pela cidade.
Desesperados para conter a explosão da mutação e evitar que esta alcance países exteriores, como planejado pelo cientista Dr. Kevin Clamley (logo chamado de Patriarch) agora também mutante e equipado ciberneticamente, o governo britânico rapidamente começa a organizar times com o restante dos sobreviventes do Exército Britânico e policiais da Special Branch, para lutar contra as hordas de espécimes mutantes que já tinham se espalhado pela capital e suas periferias. O jogador assume o papel de um membro anônimo destes times em sua variedade de missões dentro e ao redor de Londres.

## Desenvolvimento
Killing Floor foi originalmente um mod do jogo Unreal Tournament 2004, sendo primeiramente lançado em 2005. O desenvolvedor-chefe Alex Quick foi recebeu uma oferta pela Tripwire Interactive sobre portar Killing Floor para o jogo deles Red Orchestra: Ostfront 41-45, mas Alex não aceitou. Alguns anos depois, quando a comunidade online do mod começou a se dispersar, Quick contatou a Tripwire novamente para negociar o port para Red Orchestra, e sua distribuição na Steam — similar ao que a Tripwire já tinha feito com outro mod de Red Orchestra, Mare Nostrum — e, mais tarde, a venda física do jogo. A versão mod teve o seu último update oficial em julho de 2008.
A versão de venda física foi anunciada em março de 2009. Com a assistência do time original do mod, a Tripwire tornou-se a desenvolvedora.
Killing Floor foi lançado em 14 de maio de 2009, após três meses de trabalho de um time com cerca de 10 desenvolvedores.

## Recepção na crítica
Killing Floor foi o jogo mais vendido na Steam logo após o seu lançamento em 19 de maio de 2009. Em 14 de fevereiro de 2012, a Tripwire Interactive anunciou que Killing Floor tinha vendido mais de 1.000.000 de cópias para PC.
O título já ganhou diversas premiações, incluindo "Overall Best PC Game of 2009" no Reader Choice Awards da Voodoo Extreme. Ele também ganhou em duas outras categorias no mesmo concurso, "Best PC Shooter of 2009" e "Best PC Game Expansion or DLC of 2009".
A Eurogamer comentou que "mesmo que não perfeito", KF é um jogo "esperto e relativamente barato". A GameSpot comentou que os gráficos do jogo são ruins em comparação a jogos de tiro contemporâneos, e que a dublagem ficou mal feita, mas considerou que os efeitos sonoros são muito bons e que, apesar de seus defeitos, "você não pode deixar de apreciá-lo". Alguns críticos também consideraram a ausência de qualquer enredo ou objetivo fora matar espécimes para os jogadores, o número pequeno de mapas existentes e a repetitividade da jogabilidade terem reduzido o tempo-vida de jogo. Killing Floor possui uma nota média de 72/100 na Metacritic.